# Twenty20 Cup 2004
Der Twenty20 Cup 2004 war die zweite Saison der englischen Twenty20-Meisterschaft. Sieger waren die Leicestershire Foxes, die sich im Finale im Edgbaston Cricket Ground mit 7 Wickets gegen die Surrey Lions durchsetzten.

## Gruppenphase

### Midlands/Wales/West Division
Tabelle
| Midlands/Wales/West Division | Sp. | S | N | NR | P | NRR    |
| ---------------------------- | --- | - | - | -- | - | ------ |
| Glamorgan Dragons            | 5   | 4 | 1 | 0  | 8 | +0.439 |
| Warwickshire Bears           | 5   | 3 | 2 | 0  | 6 | +0.611 |
| Worcestershire Royals        | 5   | 3 | 2 | 0  | 6 | −0.275 |
| Somerset Sabres              | 5   | 2 | 2 | 1  | 5 | −0.389 |
| Gloucestershire Gladiators   | 5   | 1 | 3 | 1  | 3 | −0.379 |
| Northamptonshire Steelbacks  | 5   | 1 | 4 | 0  | 2 | −0.464 |

### Spiele
| 2. Juli Scorecard | Northampton | Northamptonshire Steelbacks 162-5 (20) | – | Glamorgan Dragons 166-5 (19.1) |
|                   |             | Glamorgan gewinnt mit 5 Wickets        |   |                                |

| 2. Juli Scorecard | Birmingham | Somerset Sabres 100 (19.5)         | – | Warwickshire Bears 101-3 (9.3) |
|                   |            | Warwickshire gewinnt mit 7 Wickets |   |                                |

| 2. Juli Scorecard | Worcester | Worcestershire Royals 184-9 (20) | – | Gloucestershire Gladiators 183-5 (20) |
|                   |           | Worcestershire gewinnt mit 1 Run |   |                                       |

| 5. Juli Scorecard | Luton | Worcestershire Royals 173-5 (20)                | – | Northamptonshire Steelbacks 80-8 (11) |
|                   |       | Worcestershire gewinnt mit 21 Runs (D/L method) |   |                                       |

| 5. Juli Scorecard | Taunton | Somerset Sabres 193-8 (20)      | – | Glamorgan Dragons 194-2 (19.3) |
|                   |         | Glamorgan gewinnt mit 8 Wickets |   |                                |

| 8. Juli Scorecard | Cardiff | Warwickshire Bears 152-9 (20)    | – | Glamorgan Dragons 126 (19) |
|                   |         | Warwickshire gewinnt mit 26 Runs |   |                            |

| 8. Juli Scorecard | Northampton | Northamptonshire Steelbacks 42-5 (5)  | – | Gloucestershire Gladiators 44-2 (4.1) |
|                   |             | Gloucestershire gewinnt mit 8 Wickets |   |                                       |

| 9. Juli Scorecard | Bristol | Somerset Sabres 151 (19.1) | – | Gloucestershire Gladiators |
|                   |         | No result                  |   |                            |

| 9. Juli Scorecard | Birmingham | Warwickshire Bears 146 (19.5)        | – | Worcestershire Gladiators 150-7 (19.3) |
|                   |            | Worcestershire gewinnt mit 3 Wickets |   |                                        |

| 12. Juli Scorecard | Birmingham | Warwickshire Bears 123-7 (20)          | – | Northamptonshire Steelbacks 125-6 (19) |
|                    |            | Northamptonshire gewinnt mit 4 Wickets |   |                                        |

| 13. Juli Scorecard | Taunton | Somerset Sabres 178-6 (20)   | – | Worcestershire Royals 144-4 (20) |
|                    |         | Somerset gewinnt mit 34 Runs |   |                                  |

| 14. Juli Scorecard | Cardiff | Glamorgan Dragons 162-7 (20)  | – | Gloucestershire Gladiators 130 (19.1) |
|                    |         | Glamorgan gewinnt mit 32 Runs |   |                                       |

| 15. Juli Scorecard | Bristol | Gloucestershire Gladiators 135-7 (20)           | – | Warwickshire Bears 135-5 (20) |
|                    |         | Warwickshire gewinnt (weniger Wickets verloren) |   |                               |

| 15. Juli Scorecard | Taunton | Somerset Sabres 211-5 (20)  | – | Northamptonshire Steelbacks 207-5 (20) |
|                    |         | Somerset gewinnt mit 4 Runs |   |                                        |

| 15. Juli Scorecard | Worcester | Glamorgan Dragons 140-6 (16)               | – | Worcestershire Royals 120 (14.1) |
|                    |           | Glamorgan gewinnt mit 20 Runs (D/L method) |   |                                  |

### North Division
Tabelle
| North Division          | Sp. | S | N | NR | P | NRR    |
| ----------------------- | --- | - | - | -- | - | ------ |
| Leicestershire Foxes    | 5   | 3 | 1 | 1  | 7 | +0.215 |
| Lancashire Lightning    | 5   | 3 | 2 | 0  | 6 | +0.276 |
| Derbyshire Phantoms     | 5   | 2 | 2 | 1  | 5 | −0.036 |
| Durham Dynamos          | 5   | 2 | 3 | 0  | 4 | +0.265 |
| Nottinghamshire Outlaws | 5   | 2 | 3 | 0  | 4 | −0.556 |
| Yorkshire Phoenix       | 5   | 2 | 3 | 0  | 4 | −0.108 |

### Spiele
| 2. Juli Scorecard | Derby | Derbyshire Phantoms 133-8 (20)           | – | Yorkshire Phoenix 108-9 (15) |
|                   |       | Yorkshire gewinnt mit 1 Run (D/L method) |   |                              |

| 2. Juli Scorecard | Manchester | Leicestershire Foxes 139-9 (19)   | – | Lancashire Lightning 131-6 (19) |
|                   |            | Leicestershire gewinnt mit 8 Runs |   |                                 |

| 2. Juli Scorecard | Nottingham | Durham Dynamos 120 (19.4)             | – | Nottinghamshire Outlaws 122-7 (19.1) |
|                   |            | Nottinghamshire gewinnt mit 3 Wickets |   |                                      |

| 7. Juli Scorecard | Leicester | Durham Dynamos 138-4 (20)  | – | Leicestershire Foxes 97-9 (20) |
|                   |           | Durham gewinnt mit 41 Runs |   |                                |

| 7. Juli Scorecard | Nottingham | Yorkshire Phoenix 207-7 (20)          | – | Nottinghamshire Outlaws 210-7 (19.5) |
|                   |            | Nottinghamshire gewinnt mit 3 Wickets |   |                                      |

| 8. Juli Scorecard | Derby | Derbyshire Phantoms 142-4 (20)   | – | Lancashire Lightning 144-5 (17.1) |
|                   |       | Lancashire gewinnt mit 5 Wickets |   |                                   |

| 8. Juli Scorecard | Leeds | Leicestershire Foxes 221-3 (20)    | – | Yorkshire Phoenix 211-6 (20) |
|                   |       | Leicestershire gewinnt mit 10 Runs |   |                              |

| 9. Juli Scorecard | Chester-le-Street | Durham Dynamos 111-8 (20)        | – | Lancashire Lightning 112-5 (18.2) |
|                   |                   | Lancashire gewinnt mit 5 Wickets |   |                                   |

| 9. Juli Scorecard | Nottingham | Derbyshire Phantoms 163-7 (20) | – | Nottinghamshire Outlaws 154-8 (20) |
|                   |            | Derbyshire gewinnt mit 9 Runs  |   |                                    |

| 13. Juli Scorecard | Chester-le-Street | Durham Dynamos 117-9 (20)        | – | Derbyshire Phantoms 118-6 (18.3) |
|                    |                   | Derbyshire gewinnt mit 4 Wickets |   |                                  |

| 13. Juli Scorecard | Leicester | Leicestershire Foxes 150-7 (20)    | – | Nottinghamshire Outlaws 110 (19.2) |
|                    |           | Leicestershire gewinnt mit 40 Runs |   |                                    |

| 14. Juli Scorecard | Leeds | Lancashire Lightning 168 (19.1) | – | Yorkshire Phoenix 170-2 (17.5) |
|                    |       | Yorkshire gewinnt mit 8 Wickets |   |                                |

| 15. Juli Scorecard | Derby | Derbyshire Phantoms | – | Leicestershire Foxes |
|                    |       | Spiel abgesagt      |   |                      |

| 15. Juli Scorecard | Chester-le-Street | Yorkshire Phoenix 126-7 (20) | – | Durham Dynamos 129-3 (18.2) |
|                    |                   | Durham gewinnt mit 7 Wickets |   |                             |

| 15. Juli Scorecard | Manchester | Nottinghamshire Outlaws 79-7 (8) | – | Lancashire Lightning 82-3 (6.5) |
|                    |            | Lancashire gewinnt mit 7 Wickets |   |                                 |

### South Division
Tabelle
| South Division      | Sp. | S | N | NR | P | NRR    |
| ------------------- | --- | - | - | -- | - | ------ |
| Surrey Lions        | 5   | 4 | 0 | 1  | 9 | +2.137 |
| Hampshire Hawks     | 5   | 3 | 2 | 0  | 6 | +0.326 |
| Essex Eagles        | 5   | 2 | 2 | 1  | 5 | +0.529 |
| Kent Spitfires      | 5   | 2 | 3 | 0  | 4 | −0.207 |
| Middlesex Crusaders | 5   | 1 | 3 | 1  | 3 | −1.235 |
| Sussex Sharks       | 5   | 1 | 3 | 1  | 3 | −1.716 |

### Spiele
| 2. Juli Scorecard | Maidstone | Middlesex Crusaders 155-7 (18) | – | Kent Spitfires 157-3 (13.1) |
|                   |           | Kent gewinnt mit 7 Wickets     |   |                             |

| 2. Juli Scorecard | Chelmsford | Essex Eagles 135-9 (18)   | – | Hampshire Hawks 95 (15) |
|                   |            | Essex gewinnt mit 40 Runs |   |                         |

| 2. Juli Scorecard | Hove | Surrey Lions 221-8 (20)     | – | Sussex Sharks 121 (17.2) |
|                   |      | Surrey gewinnt mit 100 Runs |   |                          |

| 3. Juli Scorecard | London | Surrey Lions 198-5 (20)    | – | Hampshire Hawks 167-9 (20) |
|                   |        | Surrey gewinnt mit 31 Runs |   |                            |

| 5. Juli Scorecard | Maidstone | Kent Spitfires 125 (19.2)   | – | Essex Eagles 128-2 (15.3) |
|                   |           | Essex gewinnt mit 8 Wickets |   |                           |

| 7. Juli Scorecard | London | Middlesex Crusaders | – | Sussex Sharks |
|                   |        | Spiel abgesagt      |   |               |

| 7. Juli Scorecard | Chelmsford | Essex Eagles   | – | Surrey Lions |
|                   |            | Spiel abgesagt |   |              |

| 9. Juli Scorecard | London | Surrey Lions 185-7 (20)   | – | Kent Spitfires 182-9 (20) |
|                   |        | Surrey gewinnt mit 3 Runs |   |                           |

| 9. Juli Scorecard | Hove | Sussex Sharks 67 (14.5)         | – | Hampshire Hawks 69-7 (19) |
|                   |      | Hampshire gewinnt mit 3 Wickets |   |                           |

| 12. Juli Scorecard | London | Essex Eagles 120-8 (20)         | – | Middlesex Crusaders 121-1 (18.2) |
|                    |        | Middlesex gewinnt mit 9 Wickets |   |                                  |

| 13. Juli Scorecard | Southampton | Hampshire Hawks 170-7 (20)    | – | Middlesex Crusaders 140-8 (20) |
|                    |             | Hampshire gewinnt mit 30 Runs |   |                                |

| 13. Juli Scorecard | Canterbury | Kent Spitfires 163-6 (20) | – | Sussex Sharks 116 (19.5) |
|                    |            | Kent gewinnt mit 47 Runs  |   |                          |

| 15. Juli Scorecard | Southampton | Hampshire Hawks 177-3 (20)    | – | Kent Spitfires 113-9 (20) |
|                    |             | Hampshire gewinnt mit 64 Runs |   |                           |

| 15. Juli Scorecard | London | Surrey Lions 183-5 (20)    | – | Middlesex Crusaders 146-7 (20) |
|                    |        | Surrey gewinnt mit 37 Runs |   |                                |

| 15. Juli Scorecard | Chelmsford | Essex Eagles 134-8 (20)      | – | Sussex Sharks 136-1 (17) |
|                    |            | Sussex gewinnt mit 9 Wickets |   |                          |

## Playoffs

### Viertelfinale
| 19. Juli Scorecard | Cardiff | Warwickshire Bears 158-7 (20)   | – | Glamorgan Dragons 161-5 (19) |
|                    |         | Glamorgan gewinnt mit 5 Wickets |   |                              |

| 19. Juli Scorecard | Southampton | Hampshire Hawks 120-9 (20)       | – | Lancashire Lightning 121-1 (16.3) |
|                    |             | Lancashire gewinnt mit 9 Wickets |   |                                   |

| 19. Juli Scorecard | Leicester | Leicestershire Foxes 180-6 (20)    | – | Essex Eagles 166-7 (20) |
|                    |           | Leicestershire gewinnt mit 14 Runs |   |                         |

| 19. Juli Scorecard | London | Surrey Lions 145-7 (20)    | – | Worcestershire Royals 131-8 (20) |
|                    |        | Surrey gewinnt mit 14 Runs |   |                                  |

### Halbfinale
| 7. August Scorecard | Birmingham | Surrey Lions 133 (20)    | – | Lancashire Lightning 132-8 (20) |
|                     |            | Surrey gewinnt mit 1 Run |   |                                 |

| 7. August Scorecard | Birmingham | Leicestershire Foxes 165-5 (20)    | – | Glamorgan Dragons 144 (18.5) |
|                     |            | Leicestershire gewinnt mit 21 Runs |   |                              |

### Finale
| 7. August Scorecard | Birmingham | Surrey Lions 168-6 (20)              | – | Leicestershire Foxes 169-3 (19.1) |
|                     |            | Leicestershire gewinnt mit 7 Wickets |   |                                   |

## Statistiken

### Runs
Die meisten Runs der Saison wurden von den folgenden Spielern erzielt:
| Spieler         | Mannschaft     | Spiele | Innings | Runs | Average | HS   | 100s | 50s |
| --------------- | -------------- | ------ | ------- | ---- | ------- | ---- | ---- | --- |
| Darren Maddy    | Leicestershire | 7      | 7       | 356  | 50,85   | 111  | 1    | 3   |
| Brad Hodge      | Leicestershire | 7      | 7       | 223  | 37,16   | 78   | 0    | 2   |
| David Hemp      | Glamorgan      | 7      | 7       | 217  | 36,16   | 74   | 0    | 1   |
| Mark Ramprakash | Surrey         | 7      | 7       | 216  | 43,20   | 76*  | 0    | 1   |
| Graeme Hick     | Worcestershire | 6      | 6       | 199  | 39,80   | 116* | 1    | 1   |

### Wickets
Die meisten Wickets der Saison wurden von den folgenden Spielern erzielt:
| Spieler             | Mannschaft     | Balls | Wickets | Average | BBI  | 5W |
| ------------------- | -------------- | ----- | ------- | ------- | ---- | -- |
| Adam Hollioake      | Surrey         | 150   | 20      | 10,40   | 5/34 | 1  |
| Mark Cleary         | Leicestershire | 150   | 15      | 13,26   | 3/11 | 0  |
| Brad Hogg           | Warwickshire   | 131   | 13      | 10,29   | 4/9  | 0  |
| Dimitri Mascarenhas | Hampshire      | 125   | 12      | 10,08   | 5/14 | 1  |
| Alex Wharf          | Glamorgan      | 151   | 11      | 18,36   | 3/23 | 0  |